# Castlevania
Castlevania е известна поредица от видеоигри, създадена от японската компания Конами (Konami), която спада към жанра adventure / platform. Първата част излиза през 1986 г. за конзолата Famicom disk system. Поредицата се състои от над 20 заглавия, като най-новите които се очакват, са представените на Е3 2008, Castlevania Judgement (за Nintendo Wii) и Castlevania Portrait of Ruin (за Nintendo DS).